# Duration
Duration kan syfta på ett begrepp inom ekonomi och finans. Duration är ett elasticitetsmått som det finns olika definitioner på. Duration är det mest använda måttet avseende ränterisk och anger vad som händer när alla marknadsräntor förändras lika mycket, vilket svarar mot ett parallellt skifte.
Elasticitetsmått definieras allmänt som kvoten mellan den relativa ändringen i en resultatvariabel och den relativa ändringen i en påverkande variabel. Duration definieras som:
{\displaystyle D=-{\frac {\frac {dP}{P}}{\frac {dy}{(1+y)}}}}
Duration är ett sätt att kvantifiera ränterisken för instrument på penning och obligationsmarknaden eller portföljers ränterisker bestående av dessa instrument. 
Ett mått på ränterisken är modifierad duration. Det beräknas genom en formel som beskriver den mätbara förändringen i värdet då avkastningen förändras.
Duration kan också syfta på ett farmakologiskt begrepp som anger den tid under vilken ett läkemedel utövar sin effekt.